# Somatochlora borisi
Somatochlora borisi é uma espécie de libelinha da família Corduliidae.
Pode ser encontrada nos seguintes países: Bulgária, Grécia e Turquia.
Os seus habitats naturais são: rios.
Está ameaçada por perda de habitat.